# 863 Benkoela
863 Benkoela је астероид. Приближан пречник астероида је 27,06 , 
а средња удаљеност астероида од Сунца износи 3,200 астрономских јединица (АЈ). 
Инклинација (нагиб) орбите у односу на раван еклиптике је 25,392 степени, а орбитални период износи 2091,183 дана (5,725 година). Ексцентрицитет орбите астероида износи 0,035. 
Апсолутна магнитуда астероида износи 9,02 а геометријски албедо 0,595.
Астероид је откривен 9. фебруара 1917. године.